# 자이언트사슴쥐속
자이언트사슴쥐속(Megadontomys)은 비단털쥐과에 속하는 설치류 속의 하나이다. 멕시코에서 발견되는 3종을 포함하고 있다.

## 특징
전체 몸길이가 300~351mm인 작은 설치류로 꼬리 길이는 150~185mm이다. 몸무게는 최대 113g이다.

## 분포
육상성 설치류로 멕시코에 널리 분포한다.

## 하위 종
- 와하카자이언트사슴쥐 (Megadontomys cryophilus)
- 넬슨자이언트사슴쥐 (Megadontomys nelsoni)
- 토마스자이언트사슴쥐 (Megadontomys thomasi)